# Henrik Rantzau
 Der er flere personer med dette navn, se Henrik Rantzau (flertydig).
Henrik (Heinrich) Rantzau (født 11. marts 1526, død 1. januar 1599) var en holstensk statholder i hertugdømmerne. Han udmærkede sig desuden som en kunstmæcen og forfatter til flere astrologiske værker. Han levede det meste af sit liv på godset Breitenburg i Holsten. Rantzau-slægten havde betydelig indflydelse i hertugdømmerne Slesvig og Holsten. Henrik Rantzau sad gennem næsten et halvt århundrede som statholder her; det vil sige at han var den danske konges stedfortræder. Gennem sine astrologiske studier stod han i nær kontakt med Tycho Brahe.
Han døde nytårsnat 1. januar 1599. 
- Buste af Henrik Rantzau i Wandsbek